# كأس السوبر الفلسطيني لقطاع غزة 2018
كأس السوبر الفلسطيني للمحافظات الجنوبية 2018 هي النسخة السابعة من هذه البطولة وكانت بين بطل دوري غزة وكأس غزة شباب خانيونس ووصيف كأس غزة شباب رفح وفاز شباب رفح بالبطولة في ضربات الجزاء.

## الفرق
| الفريق       | المحافظة | وصول سابق (الخط الغليظ يشير إلى بطل تلك البطولة) |
| ------------ | -------- | ------------------------------------------------ |
| شباب خانيونس | خان يونس | 2 (2015 ، 2016)                                  |
| شباب رفح     | رفح      | 3 (2013 ، 2014 ، 2017)                           |

## المباراة
| شباب خانيونس                                                  | 0 – 0 | شباب رفح                                                           |
| ------------------------------------------------------------- | ----- | ------------------------------------------------------------------ |
|                                                               | تقرير |                                                                    |
| ركلات الترجيح                                                 |       |                                                                    |
| عبد الرحمن الحاج · بهاء السباخي · محمد البردويل · بلال النمنم | 3 – 5 | محمد أبو دان · جمعة الهمص · أدهم القاضي · ميسرة البواب · بسام قشطة |